# Bridgeport (Connecticut)
Bridgeport város az USA Connecticut államában, Fairfield megyében. Lakosainak száma 148 654 fő (2020. április 1.).

## Népesség
A település népességének változása:

| 2010 | 144 229 |
| 2020 | 148 654 |